# 手取本町
手取本町（てとりほんちょう）は熊本県熊本市中央区の町名。2024年8月1日現在の人口は17人。郵便番号は860-0808。

## 概要
熊本市の中心部に位置しており、熊本市役所などが置かれている。北で千葉城町、城東町、北東で上通町、東で水道町、南東で安政町、南で下通、南西で花畑町、西で本丸と隣接する。

## 歴史
- 2025年（令和7年）8月11日 - 集中豪雨により一帯が冠水。1階ほか地下の店舗などが浸水する被害[3]。

## 世帯数と人口
2024年8月1日現在の世帯数と人口は以下の通りである。
| 町丁     | 世帯数 | 人口 |
| -------- | ------ | ---- |
| 手取本町 | 12世帯 | 17人 |

## 小・中学校の学区
市立小・中学校に通う場合、学区は以下の通りとなる。
| 番地 | 小学校             | 中学校             |
| ---- | ------------------ | ------------------ |
| 全域 | 熊本市立城東小学校 | 熊本市立藤園中学校 |

## 交通

### 鉄道
- 熊本市電（A系統・B系統）熊本城・市役所前停留場・通町筋停留場・水道町停留場

### バス
- 産交バス・熊本都市バス・熊本バス・電鉄バス - 市役所前、通町筋バス停

## 施設
- 熊本市役所
- 熊本信用金庫本店
- 三井住友信託銀行熊本支店
- 鶴屋百貨店
- OMO5熊本
- 大劇会館（姫路にあった大劇会館とは無関係）
  - 熊本マンガアーツ（096k熊本歌劇団常設劇場）

### かつてあった主な施設
- 熊本パルコ